# Pax Nicephori
Pax Nicephori (în greacă:Ειρήνη του Νικηφόρου Α) este un termen latin, însemnând Pacea lui Nicefor, utilizat atât pentru tratatul de pace din anul 803 care ar fi fost încheiat între noul împărat roman de apus Carol cel Mare, conducător al francilor, și împăratul bizantin Nicefor I Genikos, cât și la negocierile ulterioare care au avut loc între aceleași imperii și au fost încheiate între alți împărați, între 811 și 814. Întregul set de negocieri dintre anii 802 și 815 sunt cuprinse sub acest termen.

## Negocierile eșuate din anul803
În ziua de Crăciun a anului 800, papa Leon al III-lea l-a încoronat pe regele Carol cel Mare al francilor ca Imperator Romanorum în Bazilica Sfântul Petru din Roma. Noul împărat și bazileul bizantin de atunci Nicefor I Genikos au încercat să reglementeze situația frontierelor dintre cele două imperii în 803. Un prim tratat a fost pregătit și trimis la Constantinopol de către Carol, care începuse discuții cu împărăteasa Irina. Cu toate acestea, textul nu a fost ratificat de către noul împărat bizantin, Nicefor, după cum Annales regni Francorum și Carol cel Mare însuși într-un document păstrat o spun explicit. Ca urmare a acestor evenimente, litoralul croat a acceptat stăpânirea francă.

## Negocieri ulterioare între 803 și806
Deși Nicefor a persistat în refuzul de a recunoaște titlul imperial al lui Carol cel Mare, cele două state au încheiat acorduri asupra teritoriilor din Italia aflate în dispută, anume provinciile Veneția și Croația maritimă, pe parcursul primului deceniu al secolului al IX-lea. Acestea par să fi fost avantajoase pentru venețieni și să fi garantat suveranitatea bizantină asupra teritoriilor în dispută.

## Război și pace, 806–814
Preferința temporară a venețienilor pentru franci a avut drept consecință o confruntare navală continuă în Marea Adriatică, întreruptă doar prin armistițiul din 807–808. După ce invazia asupra Dalmației a regelui Pepin de Italia, fiu al lui Carol cel Mare, tensiunea a apărut din nou între cele două imperii. Instabilitatea politică și militară a durat însă doar până la moartea lui Pepin, în iulie 810. Atunci, un nou tratat a fost negociat între Carol cel Mare, care guverna Italia, și împăratul Nicefor I. Astfel, numele de pax Nicephori poate fi cu justețe aplicat acestei a doua rundă de activități diplomatice franco-bizantine. Cu toate acestea, împăratul Mihail I este cel care a recunoscut titlul imperial al lui Carol cel Mare, deși tratatul nu a fost ratificat decât patru ani mai tîrziu, când atât Carol cât și Mihail muriseră deja, fiind semnat de către succesorii lor, Ludovic Piosul și Leon al V-lea "Armeanul". Se pare că noi amendamente, de asemenea în avantajul Veneției, au fost adăugate.
Pacea de la Aachen din 812 a confirmat dominația francă asupra Croației, cu excepția cetăților și insulelor dalmate, care rămâneau în stăpânirea Bizanțului.